# Музей Блэкитьюд
Музей Блэкитьюд — частный этнографический музей в Яунде, в Камеруне. Проект музея основан в марте 1998 года президентом-основателем Нго Наб. Целью создания музея было сохранения художественного наследия Камеруна. Как член королевской семьи Бахуок (департамент Нде в западной провинции Камеруна) тщательно охраняла и сохраняла коллекции предметов искусства, которые были завещаны как её отцом, так и королями других племен, таких как Плато Бамилеке в западном Камеруне. 

## История

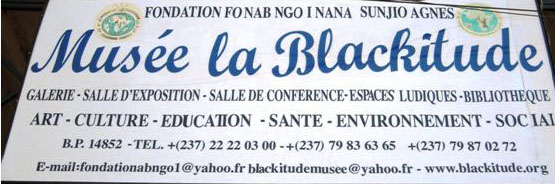
Указатель музея

Музей Блэкитьюд — это частный музей, созданный в 2000 году королевой Наной Агнес после получения важных частей коллекции от её отца, который был правителем Западного региона в Камеруне (Grass Field). Остальные коллекции формировались за счет пожертвований и покупок.
Доисторические каменные артефакты были собраны в 2009, 2010, 2011 и 2012 годах во время полевых исследований в западном регионе Камеруна. Некоторые из них, такие как скребки и наконечники стрел, являются копиями оригинальных каменных орудий, собранных в археологических лабораториях Португалии куратором Аполлинером Каджи в 2012 году.

## Коллекции

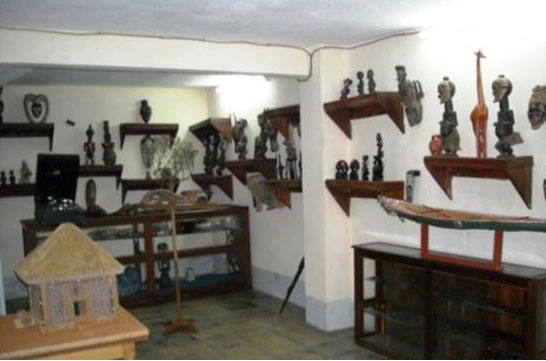
Выставка

Помимо коллекций королевской казны, полученных в 1982 году после смерти отца, Фо Наб Нго I увеличила коллекцию до более чем 2070 произведений искусства.

## Управление

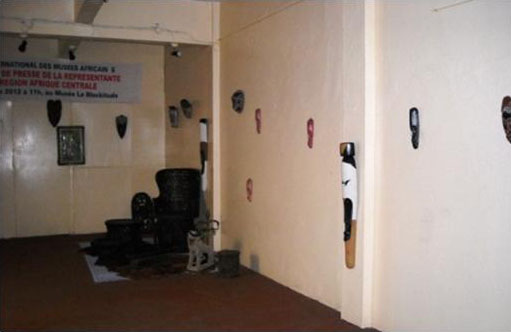
Временная выставка

Музеем управляет попечительский совет, состоящий из семи человек:
- Председательствующий: д-р Санджио Эрик,
- Основатель: Её Величество Королева Нана Агнес Фо Наб Нго И.,
- Генеральный директор: Чуиссеу Нана Кристиан,
- Казначей: Шанталь Джомен,
- Секретарь: Атеба Оссенде Гислен,
- Научный координатор: профессор Жозеф-Мари Эссомба,
- Заместитель координатора: Кадзи Апполинер.

## Здание

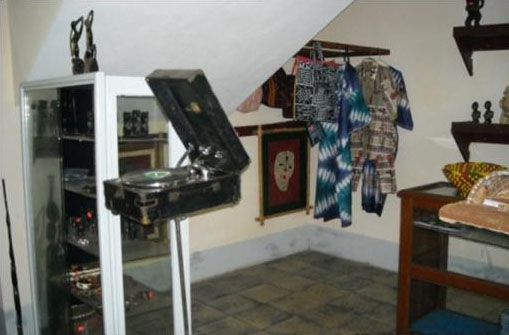
Выставка

Здание музея расположено в центре города Яунде. Музей расположен в старом здании, которое было перестроено для проведения выставок и других услуг.
В настоящее время здание все ещё находится на реконструкции, чтобы соответствовать стандартам музея.